# Jogállam
A jogállam olyan állam, amely elismeri és betartja a nemzetközi és hazai emberi jogok és konvenciók hatályát és érvényességét, és saját működését is ezeknek rendeli alá.
A jogállamiság mint követelmény a legáltalánosabb értelemben a közhatalom jognak való alávetettségét jelenti. Az a mechanizmus, folyamat, gyakorlat vagy norma, amely támogatja minden állampolgár törvény előtti egyenlőségét és általában véve megakadályozza a hatalom önkényes felhasználását. Az önkény a despotizmus, az abszolutizmus, a tekintélyelvűség és a totalitarianizmus különféle formáira jellemző.
Az angolszász politikai rendszerben a joguralom kifejezés használatos, ami azt fejezi ki, hogy a hatalommal felruházott emberek sem állnak a jog felett.
Magyarország Alaptörvénye szerint „Magyarország független, demokratikus jogállam”, de jogvédő és nemzetközi szervezetek alapján a 2010-es években Magyarországon romlott a jogállamiság, 2020-ban az ország a közép-és nyugat-európai régióban az utolsó helyen áll.

## Legfontosabb ismérvei
- Önálló és független hatalmi ágak működnek egymás fékeiként és ellensúlyaként (A hatalmi ágak szétválasztása). Montesquieu szerint a hatalom elfajulásának csak hatalom vethet gátat, így érvelése szerint a törvényhozó (országgyűlés), a végrehajtó (kormány) és az igazságszolgáltató (bíróságok) hatalmi ágakat legalább szét kell választani.
- Senkinek nincs abszolút hatalma még informális utakon sem. Platón szerint abszolút hatalmat még erényes embernek sem szabad adni.[8] Lord Acton szerint "A hatalom megront, a teljhatalom teljesen megront".
- Az önkényes döntésekkel szemben a jogszabályokkal összhangban álló döntések születnek.
- A bíróságok előtt és a törvények előtt minden ember egyenlő.
- Az alkotmány az emberi jogokból származtatható, és ezek kikényszerítése a bíróságok feladata.
- A hatalommal felruházott emberek sem állnak a jog felett.

## A fogalom története
A joguralom fogalma az amerikai forradalom egyik vívmánya. Thomas Paine az 1776-os Common Sense-ben így ír erről: "Ahogy az abszolút kormányzatokban a Király a törvény, úgy a szabad országokban a törvénynek KELL a Királynak lennie; más uralkodó nem lehet".
Az angol rule of law kifejezést Albert Venn Dicey pontosította a mai értelemével immár teljesen egyezően az 1885-ös fő művében, An Introduction to the Study of the Law of the Constitution. A jogállamok (joguralmi államok) három legfontosabb ismérve:
- "A szokásos törvény feltétlen felsőbbsége vagy döntő súlya az önkényes hatalomgyakorlással szemben;
- a törvény előtti egyenlőség vagyis minden társadalmi osztály egyenlő alávetése az ország általános törvényének, amit közönséges bíróságok szolgáltatnak ki; és
- az alkotmány az egyének jogainak következménye, ahogy azt a bíróságok meghatározták és alkalmazzák."

A német Rechtsstaat kifejezést Karl Theodor Welcker használta először erre a fogalomra az 1813-as Die letzte Gründe von Recht, Staat und Strafe című művében.
A joguralom fogalma az Egyesült Államokban összefonódott a hatalmi ágak elválasztásának elvével. A jogalkotás, a jogalkalmazás és az igazságszolgáltatás szétválasztását először a Massachusetts alkotmánya mondta ki 1780-ban a joguralommal összefüggésben: a hatalmi ágak képviselői nem vehetik át egymás hatalmát, és nem helyezkedhetnek a törvény uralma fölé. Ezt az elvet 1803-ban a Legfelsőbb Bíróság magáévá tette és ennek révén az amerikai alkotmányosság része lett.
A jogállam kifejezést (németül) Robert von Mohl jogászprofesszor, az 1848-as német nemzetgyűlés tagja is használta az állami szervek, elsősorban a rendőrség önkényének ellenálló jogrendre. Mohl az amerikai alkotmányosság vívmányait kívánta a német államjogba átültetni. A jogállamiság fogalma a második világháborút követően kapott különös hangsúlyt, a weimari demokrácia csődjével kapcsolatban. Adolf Hitler választásokon elnyert hatalma ugyanis bebizonyította, hogy a demokrácia önmagában nem jelent garanciát a jog érvényesülésére, mert elképzelhető, hogy a mindenkori többség korlátozza a kisebbségek jogait, vagy olyan embereket emel hatalomba, akik a jog fölé lépnek.

## Jogállamiság Magyarországon
Az Európai Unió nagy gondot fordít annak biztosítására, hogy bármely EU tagállam megfeleljen egy sor alapvető kritériumnak: a demokratikus rendszerei megfelelőek legyenek, igazságszolgáltatása független, hatóságai tiszteletben tartsák a jogállamiságot és a politikai és emberi szabadságjogokat. 
A 2010-es években és 2020-ban is lesújtó jelentés érkezett Brüsszelből a magyar jogállamiságról. Az amerikai  központú Freedom House, amely szintén a demokrácia helyzetének kutatásával foglalkozik, leminősítette Magyarországot.
A kritikák legfontosabb pontjai
- Sajtószabadság - egyre inkább egyoldalúvá válik a tájékoztatás az országban és aggasztó fejlemény a megyei napilapok, továbbá internetes portálok beolvasztása a KESMA-ba, a Fidesz vezette médiabirodalomba. Példaként említik 2020-ban az index.hu vezetőjének leváltását, illetve az origo.hu feletti korábbi hatalomátvételt is.[14] A kormány politikai befolyást gyakorol a médiára. A Médiatanács nem működik független szervként, nincs biztosítva, hogy döntéseit politikai érdekektől mentesen hozza meg, ugyanis a tagok mindegyikét  a kormány jelölte ki.[11] A kormányhoz közeli emberek az évek során felvásárolták a kiadókat, és a szerkesztőségeket kormányszócsövekké változtatták. Ez vonatkozik többek között az összes megyei napilapra,[15] továbbá a köztévére (M1),[16] a TV2-re[14] és számos országos rádióra.[17][18] A 2010-es évek végén tizennégy „közszolgálati” műsorszolgáltató volt a „kormánypárti” csatornák között.[19]

A Riporterek Határok Nélkül nemzetközi szervezet jelentésében Magyarország sajtószabadság tekintetében 2010-től 2019 közepéig 180 ország közül 50 helyet csúszott lejjebb.
- Korrupció - Bár a korrupcióra vonatkozó alapvető szabályok jók, a magasabb szinten elkövetett bűncselekmények gyakran nincsenek felderítve, a nyomozás többnyire csak az alacsonyabb beosztású hivatalnokokat érinti. Az állami és cégvezetők közötti kapcsolatok nincsenek megfelelően kezelve. Magas szinten elkövetett korrupciós ügyeket nagyon korlátozott mértékben vonnak büntetőeljárás alá, feléjük az utóbbi években nem is indult büntetőeljárás.[11]

Az Európai Csalás Elleni Hivatal 2021-es jelentése alapján 2016-tól Magyarország vezeti az uniós pénzekkel történő csalások listáját.
- Hiányos a lobbitevékenység szabályozása, és nincsenek olyan szabályok, amelyek hatékonyan szabályoznák.
- Az igazságszolgáltatás függetlensége - Az ügyészség működésének függetlensége, a Kúria bíróinak kinevezése és az Országos Bírói Hivatal elnökének ellenőrzése kapcsán vannak gondok. Mindhárom esetben az intézmények feletti politikai befolyás jelenti a problémát.
- Fékek és ellensúlyok - a kormány működését ellenőrző intézmények kapcsán a magyar jogszabályok előkészítését nem előzik meg érdemi hatásvizsgálatok és egyeztetések, ilyeneket legfeljebb formalitásként folytat le a kormányzat.

Az Európai Bizottság 2021-es jelentése minden vizsgált területen súlyos, a jogállamiságot veszélyeztető problémákat azonosított az országban. A jelentésben foglalt ajánlások túlnyomó többségét Magyarország 2022-ben sem hajtotta végre, amit a 2023. július 5-én nyilvánosságra hozott 2022-es jelentés is megállapít.
A német BTI, amely a demokrácia alapján elemzi az országokat, 2022-ben a következő jelentést adta ki Magyarországról:
- A köztársasági elnök, az Alkotmánybíróság, a Legfőbb Ügyészség, az Állami Számvevőszék, a Médiatanács, valamint az adó- és vámigazgatás intézményei politikai irányítás alatt állnak, és a kényes ügyekben a kormánypárt politikai érdekeinek megfelelően működnek.[24]
- Általános gyakorlattá vált a jogalkotási aktusok önkényes módosítása, a törvények egyéni igényekhez igazítása. A magyar szabályozás általában nem korlátozza a kormány hatalmát, hanem annak eszközeként szolgál. Ezt illusztrálják azok a tények, hogy az alkotmányt 2012 óta többször is módosították.[24]
- Magyarországon történik a legtöbb, egyetlen ajánlattevővel zajló közbeszerzési eljárás az EU-ban. 2021 januárjában az Európai Bizottság arra kérte Magyarországot, hogy szisztematikusan reformálja meg közbeszerzési jogszabályait és gyakorlatát, mivel ezek a szervezett politikai korrupció eszközeiként szolgálnak.[24]
- A kormány befolyásolja, hogy a hivatali korrupciós eseteket kivizsgálják-e, és melyeket. Az egykori Fidesz politikus, Polt Péter legfőbb ügyészen keresztül folytatott politikai ellenőrzés eredményeként nem történt komoly nyomozás a Fidesz magas rangú politikusainak vagy társoligarcháinak közreműködésével járó korrupciós ügyekben.[24]

A Freedom House 2022-es jelentése a »részben szabad« kategóriába sorolta az országot. A jelentés alapján a kormánypárt olyan alkotmányos és jogi változtatásokat hajtott végre, amelyek lehetővé tették számára, hogy megszilárdítsa az ország addig független intézményei, köztük az igazságszolgáltatás feletti ellenőrzést.
A korrupció továbbra is probléma Magyarországon, és a magas szintű kormányzati korrupció eseteit nem vizsgálják ki megfelelően. Az ügyészek a probléma súlyossága ellenére is vonakodtak kivizsgálni azokat a régóta fennálló vádakat, amelyek az EU által folyósított fejlesztési támogatásokkal való visszaélésekkel kapcsolatosak. A Fidesz széles körű ellenőrzést alakított ki az ellenőrző és nyomozó szervek, köztük az ÁSZ felett is.
Bár az alkotmány védi a sajtószabadságot, a gyakorlatban a Fidesz a médiaszabályozást átpolitizáló jogszabályokkal aláásta ezt a garanciát. Míg léteznek magán, ellenzéki médiumok, az országos, regionális és helyi médiát egyre inkább a kormányzati médiumok uralják, amelyeket gyakran használnak fel a politikai ellenzék rágalmazására és hamis vádak kiemelésére. A szponzorálás és a kormányzati reklámok a kormányzati médiumokat részesítik előnyben, így a független és kormánykritikus médiumok pénzügyileg bizonytalan helyzetbe kerülnek.
A Fidesz kormánykoalíciója és szövetségesei kritikus sajtóorgánumok bezárásán vagy megszerzésén dolgoztak. Különösen súlyos csapást mért a média sokszínűségére Magyarország legnagyobb független napilapjának, a Népszabadságnak a 2016-os bezárása. 2018 végén mintegy 470 médiumot vontak be a Közép-Európai Sajtó és Média Alapítvány (KESMA) alá, amelyet a kormánypárt a propagandacéljaira használ fel. 2020-ban az ország legnagyobb független hírügynöksége, az index is a kormányzati erők kezébe került.
Sérült az elmúlt években az egyetemi és tudományos élet szabadsága, azáltal, hogy elvették az egyetemek autonómiáját és korlátozzák a kutatói szabadságot (ld. FreeSZFE). Ezek helyreállítása a jogállamisági mechanizmusban is megfogalmazott feltétel, többek között az Erasmus-ösztöndíjak 2023-as befagyasztása is ehhez köthető. A civil szervezetek elleni törvények (pl. Stop Soros), megfélemlítő gesztusok (pl. szuverenitásvédelmi törvény) és támadások is rendre visszatérnek kritikaként az Európai Bizottság által évről évre kiadott jogállamisági jelentésekben.
A demokratikus jogállamiságért Magyarországon több civil szervezet is aktívan küzd, úgymint a Magyar Helsinki Bizottság, a TASZ és az Amnesty International.